# Фуррер, Райнхард Альфред
Ра́йнхард А́льфред Фу́ррер (нем. Reinhard Alfred Furrer; 25 ноября 1940, Вёргль, Тироль-Форарльберг, Германия — 9 сентября 1995, Берлин, Германия) — немецкий учёный, астронавт ФРГ.

## Образование
Райнхард Фуррер родился в Австрии, являвшейся тогда частью Германии. После окончания Второй мировой войны его отец был выслан из Австрии, и семья Фурреров поселилась в городе Кемптен (Бавария). Окончив реальную гимназию, поступил в Кильский университет на физический факультет. Позже Райнхард перевёлся в Свободный университет Берлина, где в 1969 году получил диплом, а в 1972 году — докторскую степень по физике. Во время учёбы в Берлине Фуррер принял участие в прокладывании 145-метрового подкопа «Тоннель-57» под Берлинской стеной, по которому 57 человек смогли перебраться из Восточного Берлина в Западный.
В 1974 году стал ассистентом профессора физики в Штутгарте, а в 1979 году получил профессорство. В 1980—1981 гг. работал в Чикагском университете, в 1981 — в Аргоннской национальной лаборатории в Чикаго (США).

## Космическая подготовка
В 1977 году Европейское космическое агентство проводило набор астронавтов по программе Spacelab-1. Фуррер был одним из пяти кандидатов от Германии, но в итоге он не прошёл (был отобран Ульф Мербольд).
В 1982 году в рамках американо-германской программы Spacelab D-1 в Германии был произведён набор отряда из двух человек. 19 декабря 1982 года были отобраны Райнхард Фуррер и Эрнст Мессершмид. В феврале 1985 года они получили назначение в экипаж в качестве специалистов по полезной нагрузке.

## Полёт на «Челленджере»
Свой единственный космический полёт 44-летний Райнхард Фуррер совершил 30 октября — 6 ноября 1985 года на американском шаттле «Челленджер» (STS-61A). Это был первый и единственный рейс челнока, на борту которого находилось восемь астронавтов, причём сразу трое из них были европейскими специалистами. Полезной нагрузкой являлась лаборатория Spacelab D-1, при этом управление программой впервые осуществлялось не из США, а из германского Оберпфаффенхофена. Было выполнено 76 экспериментов в области физиологии, материаловедения, биологии, навигации. Райнхард Фуррер провёл в этом полёте 7 суток 44 минуты 51 секунду.
Статистика
| # | Стартовый корабль  | Старт                 | Экспедиция | Корабль посадки    | Посадка               | Налёт                       | Выходы в открытый космос | Время в открытом космосе |
| - | ------------------ | --------------------- | ---------- | ------------------ | --------------------- | --------------------------- | ------------------------ | ------------------------ |
| 1 | Челленджер STS-61A | 30.10.1985, 17:00 UTC | STS-61A    | Челленджер STS-61A | 06.11.1985, 17:44 UTC | 07 суток 00 часов 44 минуты | 0                        | 0                        |
|   |                    |                       |            |                    |                       | 07 суток 00 часов 44 минуты | 0                        | 0                        |

## Последующая деятельность
После полёта, в 1987 году, он получил учёную степень профессора, а также должность директора Института космических исследований при Берлинском университете.
Помимо увлечения подводным плаванием, фотографией и музыкой, Фуррер, не имевший своей семьи, страстно любил летать. Получив лицензию пилота ещё в 1974 году, он выполнил несколько дальних перелётов на одномоторном самолёте, включая полёт над внутренними льдами Гренландии в 1979 году и одиночный перелёт из Германии в Кито (Эквадор) в 1981 году. Любовь к воздухоплаванию в итоге стоила ему жизни: он разбился в авиакатастрофе во время авиашоу на лётном поле Йоханнисталь (Берлин). Фуррер был пассажиром на историческом самолёте «Мессершмитт», когда уже после окончания официальной программы пилот Герд Кадеман потерял управление, и машина врезалась в землю. Оба погибли на месте.